# Novo Orahovo
Novo Orahovo (cyr. Ново Орахово) – wieś w Serbii, w Wojwodinie, w okręgu północnobackim, w gminie Bačka Topola. W 2011 roku liczyła 1768 mieszkańców.